# Őslények országa 3. – A nagyszerű ajándékozás kora
Az Őslények országa 3. – A nagyszerű ajándékozás kora (eredeti cím: The Land Before Time III: The Time of the Great Giving) 1995-ben bemutatott amerikai rajzfilm, az Őslények országa sorozat harmadik része. Rendezője Roy Allen Smith, írója Dev Ross, producerei Roy Allen Smith és Zahra Dowlatabadi, zeneszerzői Michael Tavera és James Horner. A Universal Cartoon Studios gyártásában készült, a MCA/Universal Home Video forgalmazásában jelent meg. Műfaját tekintve kalandfilm.
Amerikában 1995. december 12-én mutatta be.

## Cselekmény
Egyszer csak repülő kövek miatt a Titokzatos Mindenen Túl-on kőomlás zárja el a folyót, mely a Virágzó Völgyet vízzel látja el; emiatt úgy tűnik, vége a bőségnek és a völgylakók gondtalan életének.
Egyre rosszabbodik a helyzet, ezért Tappancs és barátai megpróbálnak vizet találni. Egy három, náluk idősebb fiatal dinoszauruszokból álló banda (Csihi, Málé, Beets) folyamatosan keresztbe tesz nekik, ezért nincs könnyű dolguk. Közben a csökkenő vízkészlet és a növények kiszáradása miatt egyre jobban elszabadulnak az indulatok a Völgy lakói között. Később Tappancsék találnak vizet, de Csihi bandája elüldözi őket. Miközben menekülnek, átérnek a Titokzatos Mindenen Túl-ra, és megtalálják a víz útját elzáró kőtorlaszt.
Eközben a Völgyben villám csap néhány kiszáradt fába és hatalmas tűz keletkezik. A lakók félreteszik az ellentéteket, és elmenekülnek a Virágzó Völgyből, hogy ne váljanak a tűz martalékává. A Völgyön kívül viszont Csihit ezúttal bajba sodorja a meggondolatlan természete; gyanútlanul beleugrik egy kis tóba, amiről kiderül, hogy valójában egy kátránygödör. Tappancs és barátai megmentik, ezért békét köt velük. A Völgyön kívül rövid időre újból fellángolnak az indulatok, de végleg megszűnnek; ennek köszönhetően sikerül szembeszállniuk az Élesfogúakkal, és szabaddá tenni a víz útját, ami ezután akadálytalanul folyhat a Virágzó Völgy felé.
Mire visszaérnek a Völgybe, szemük elé tárul a tűz pusztítása; szinte minden növény elégett. Amíg újból ki nem zöldül a Virágzó Völgy, a megmaradt növényi részeken tengődve kénytelenek kihúzni; most először, minden ellentétet félretesz mindenki, és amit találnak, azt megosztják. Innen ered ennek az időszaknak a neve is; A nagyszerű ajándékozás kora.

## Szereplők
| Szereplő                | Eredeti hang    | Magyar hang          |
| ----------------------- | --------------- | -------------------- |
| Mesélő                  | John Ingle      | Vass Gábor           |
| Tappancs (Apatosaurus)  | Scott McAfee    | Molnár Levente       |
| Kistülök (Triceratops)  | Candace Hutson  | Előd Álmos           |
| Kacsacsőr (Saurolophus) | Heather Hogan   | Molnár Ilona         |
| Röpcsi (Pteranodon)     | Jeff Bennett    | Bolba Tamás          |
| Csihi (Hypsilophodon)   | Witby Herford   | Forgács Péter        |
| Málé (Muttaburrasaurus) | Jeff Bennett    | Szabó Sipos Barnabás |
| Beets (Nodosaurus)      | Scott Menville  | Csankó Zoltán        |
| Tüskés (Stegosaurus)    | Rob Paulsen     | (saját hangján)      |
| Nagyanyó                | Linda Gary      | Fodor Zsóka          |
| Nagyapó                 | Kenneth Mars    | Szabó Gyula          |
| Nagytülök bácsi         | John Ingle      | Laklóth Aladár       |
| Röpcsi anyja            | Tress MacNeille | Dudás Eszter         |
| Kacsacsőr anyja         | Tress MacNeille | ?                    |
| Csihi apja              | Nicholas Guest  | Halmágyi Sándor      |
| Málé apja               | Nicholas Guest  | ?                    |
| Iguanodon               | Jeff Bennett    | Kárpáti Tibor        |
| mogorva Ankylosaurus    | Rob Paulsen     | ?                    |